# Kirsten Justesen
Kirsten Justesen (født 25. december 1943) er en dansk billedkunstner. Hun bor og arbejder i København og New York. Hun er en væsentlig figur inden for den Feministiske kunst.
Kirsten Justesen er uddannet ved Det Kongelige Danske Kunstakademi i 1975. Hun studerede klassisk skulptur, men udviklede en central praksis i et udvidet skulpturelt felt med kroppen som redskab inden for body art, performancekunst og installation. Justesen var en del af 60'ernes avantgardescene og en pioner i udviklingen af den performative, kropslige og tidsbaserede skulptur med kunstnerens egen krop som et gentagende medium. Justesens grundlag i den feministiske kunst tog afsæt i en udfordring af de traditionelle normer og værdisystemer i 1970'ernes kvindesyn. I hendes senere værker er kroppen og skulpturen engageret i undersøgelser af forhold mellem krop, rum, sprog og tid. .
Justesen har skabt udstillinger, events, kunstinstallationer, performance og udsmykninger siden midt i 60'erne. Hun modtager Statens Kunstfonds livsvarige ydelse og har undervist i Skandinavien, USA og Mellemøsten. I sit kunstneriske arbejde, tilrettelæggelse af en række konferencer og seminarier og en række magtfulde positioner i bestyrelser og fonde præger Justesen dagligt kvinders rettigheder og vilkår i kunstverdenen og samfundet generelt.
Justesen har produceret scenografier ved en række danske teatre siden 1967 og stiftede den Scenografiske Afdeling ved Den Kongelige Danske Scenekunstskole i 1985-1990. 
Justesens værker har en stærk politisk dagsorden og udfordrer kunstscenens og samfundets forståelser af køn og marginaliseringen af kvinder. I 1970'erne skabte hun utallige kritiske og humoristiske modbilleder til den mandlige kunstners klassiske og romantiske repræsentation af husmoderen i hjemmet under titlen "The Housewife Pictures." Billederne blev distribueret som plakater, i magasiner og i kunstlitteraturen.
Den 25. november 2024 blev en bronzestatue for Grevinde Danner, udført af Kirsten Justesen, opsat ved søerne i København, med skue mod Dannerhuset.

## Priser
Kirsten Justesen har modtaget følgende priser:
- Anne Marie Telmanyi Award 1991;
- Eckersberg Medaljen 1996;
- Statens Kunstfonds livsvarige kunstnerydelse 1998;
- Carl Nielsen & Anne Marie Carl-Nielsen prisen 2000; The Anna Nordlander Award 2003;
- Thorvalsen Medaljen 2005

KORS DRAG er publiceret i 1999 af Brøndum.
64 SYSLER & SAMLINGER er publiceret i 2008 af Kvindemuseet, Aarhus DK.

## References
1. ↑  Kirsten Justesen Arkiveret 14. februar 2015 hos  Wayback Machine. Dansk Kvindebiografisk Leksikon, KVINFO
2. ↑  Kirsten Justesen, Feminist Art Base, Elizabeth A. Sackler Center for Feminist Art, Brooklyn Museum
3. ↑  Kirsten Justesen. Dansk Kvindebiografisk Leksikon, KVINFO
4. ↑  Petersen, Anne Ring. 2013 ' Meltingtime - and other lines of Kirsten Justesen's art / Meltingtime - and other lines in Kirsten Justesen's art '. K Justesen (ed.), Ice Script. Meltingtime # 17 Kirsten Justesen. 1 edn, Penguin, Copenhagen, p 17-20pgs.
5. ↑  En kæmpestatue kan være på vej ved Søerne i København. Sådan skal den se ud - politiken.dk hentet 18. marts 2021
6. ↑  Danner: Monument for grevinde Danner